# Casino de Pònt de Rei
El Casino de Pònt de Rei és un monument del municipi de Bausen (Vall d'Aran) inclòs en l'Inventari del Patrimoni Arquitectònic de Catalunya.

## Descripció
L'antic Casino està situat en el marge esquerre de la Garona, a la dreta de la N-230 enfront de l'antic control de carrabines, i a uns metres abans d'arribar al centre de eth Pònt de Rei i a la pont de la frontera. El conjunt ben conservat s'organitza en forma de "L" amb un camí d'accés, ampli jardí davant de la casa, i dos edificis adossats al darrere d'aquesta, per la banda més curta, a manera de "galeria" i de "bòrda". La façana orientada a migdia presenta obertures en la planta baixa i en el cos central que integra "l'humarau" a partir d'una estructura perpendicular a la "capièra". La teulada és d'encavallades de fusta i llosat de pissarra, bàsicament a dues aigües. Les façanes arrebossades i pintades de blanc són ornades amb motius florals, sanefes, imitacions de carreus... Les fustes i els voladissos presenten també una execució acurada. Així i tot, l'element ornamental més notable es troba en les arestes de la teulada per tal com les tradicionals planxes de zinc són profusament decorades en aquest cas amb punxes de boles. La porta aixoplugada per un pòrtic dona ccés a un gran saló amb una escala al fons que comunica amb el ìs superior, amb set habitacions i un reservat. En la planta baixa, a la dreta es troba el saló de ball, i a l'esquerra del saló de joc amb la ruleta que encara s'hi conserva. Quadres pintats per Mª Teresa Deó Cano.

## Història
Fins ací arribava el famós tramvia de Marinhac. En realitat aquest casino funcionà de manera intermitent. J. Soler informa que l'edifici construït per francesos per destinar-lo al joc havia estat tancat pel governador espanyol (1906). Posteriorment s'obrí durant tres anys, fins que fou clausurat pel ministre de la Governació Severiano Martínez Anido, en temps de la dictadura de Primo de Rivera. Després funcionà com a restaurant. El 1944 passà a poder dels maquis durant 21 dies.